# Protea lorea
Protea lorea (лат.) — стелющийся кустарник, вид рода Протея (Protea) семейства Протейные (Proteaceae), эндемик Южной Африки.

## Таксономия
Protea lorea была впервые описана Робертом Броуном в его трактате 1810 года On the natural order of plants called Proteaceae на основе образцов, собранных британским ботаником Фрэнсисом Массоном у мыса Доброй Надежды в начале 1770-х годов, находившихся в то время в коллекции гербария английского натуралиста Джозефа Бэнкса.

## Ботаническое описание
Protea lorea — стелющийся кустарник, образующий невысокую циновку диаметром 1 м. Цветёт летом с января по февраль. Крупные жёлтые соцветия появляются на уровне земли из небольших пучков листьев похожих на траву. Растение однодомное, в каждом цветке представлены представители обоих полов. Опыление, вероятно, происходит от птиц. Плоды древесные, остаются на растении после старения. Семена хранятся в сухих плодах в течение длительного периода, они высвобождаются через один-два года после формирования цветов и распространяются ветром.
Вид легко ошибочно принять за тростниковый тип растений рода Restio, с которым Protea lorea разделяет среду обитания.

## Распространение и местообитание
Protea lorea — эндемик Западно-Капской провинции Южной Африки. Растёт от гор Веммершук через горы Когельберг, Ривьерсонденд, Лангеберх, и Готтентотс-Голландские горы в регионе Хельдерберг до городов Сирес и Каледон. Произрастает на травянистых нижних склонах гор на сланцевых или песчаниковых почвах на высоте от 450 до 650 м над уровенм моря в финбоше.

## Экология
Растение способно снова прорасти из своего подземного корневища после лесного пожара.

## Охранный статус
Вид классифицируется как редкий и «близкий к уязвимому положению», хотя численность его популяции считается стабильной. Общая площадь ареала составляет около 82 км², и вид состоит всего из двенадцати известных субпопуляций. В будущем этим областям может угрожать сельское хозяйство, облесение и нашествие чужеродных растений.